# Ондраш, Марсель
Марсе́ль Ондра́ш (словац. Marcel Ondráš; 21 сентября 1985, Долна Суча, Чехословакия) — словацкий футболист, защитник клуба «Ст-Мартин».

## Биография
Профессиональную карьеру Ондраш начал в академии ФК «Дубница». В 2004 году он подписал с ней первый свой профессиональный контракт на 6 лет. Один сезон отыграл за ЛАФК Люченец на правах аренды. В июле 2010 года подписал контракт с «Жилиной».